# Albert Huttary
Albert Huttary (* 30. Dezember 1908; † 25. Mai 1978) war ein österreichischer Glasarbeiter und Widerstandskämpfer.

## Biografie
Huttary arbeitete in der Brunner Glasfabrik in Brunn am Gebirge und engagierte sich für die KPÖ. Nach Beginn des Zweiten Weltkrieges wurde er in die Wehrmacht einberufen und an der Ostfront eingesetzt, wo er im April 1942 zur Roten Armee überlief um Widerstand gegen die NS-Diktatur zu leisten. In der Sowjetunion wurde er zum Fallschirmjäger ausgebildet und am 6. Jänner 1944 im Raum St. Pölten abgesetzt, um im Untergrund zu arbeiten. Da er bei seiner Wiener Kontaktadresse niemanden vorfand, wandte er sich an seine Familie.
Am 30. März 1944 wurde er festgenommen und in die Kleine Festung Theresienstadt  überstellt. Neun seiner Familienmitglieder wurden ebenso verhaftet und in Konzentrationslager eingeliefert (Sippenhaft). Seine Mutter und seine Tante kamen im KZ Ravensbrück ums Leben. Sein Vater starb im KZ Dachau. Neben Albert Huttary leisteten auch viele andere Arbeiter der Brunner Glasfabrik Widerstand gegen den Nationalsozialismus.